# Ciudad Vieja
Ciudad Vieja est une ville du Guatemala du département de Sacatepéquez.

## Histoire

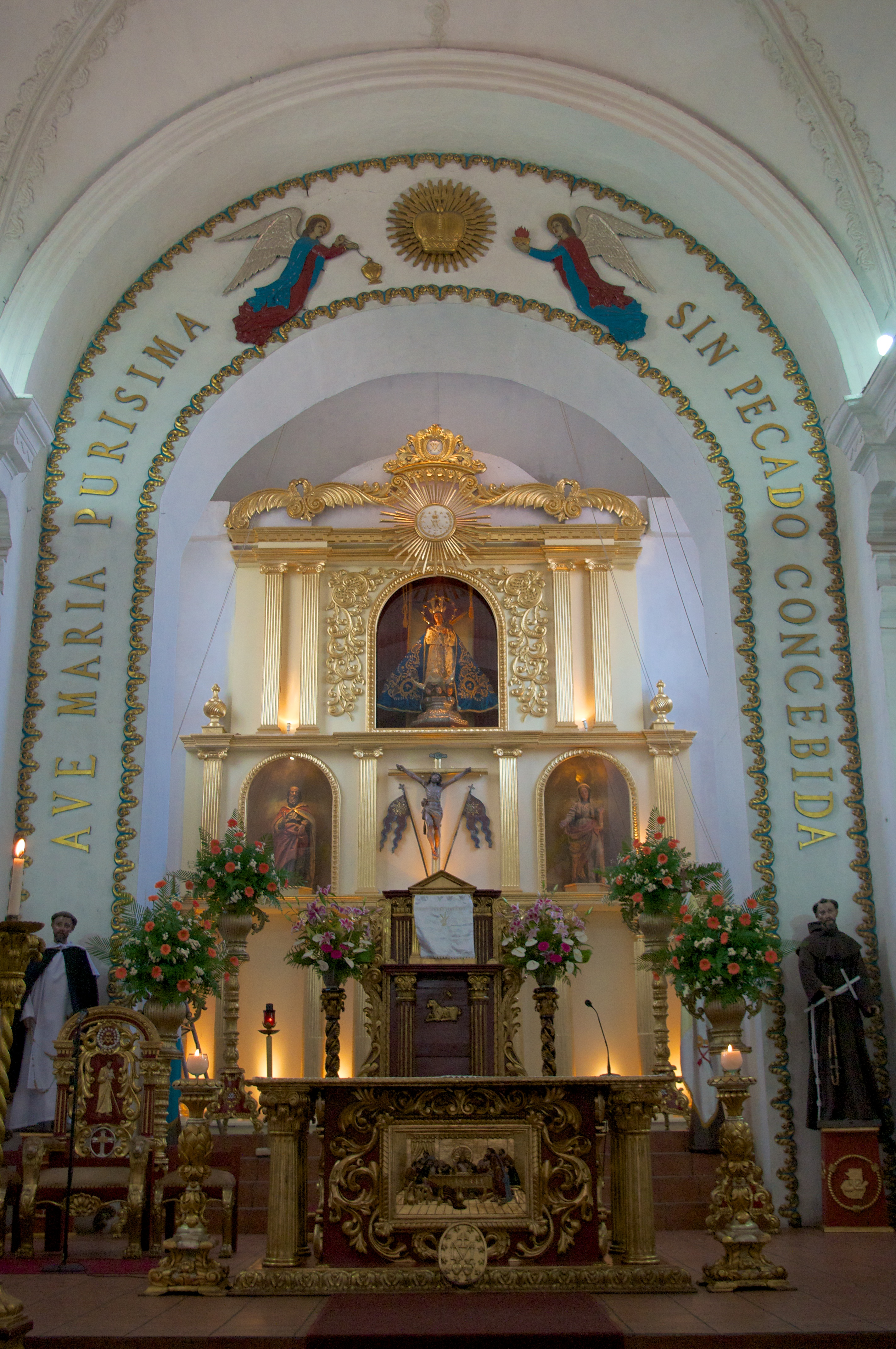
Autel et retable de la cathédrale.

Ciudad Vieja, « la vieille ville » en français, trouve son origine en 1527, à l'époque de la conquête espagnole, lorsque Santiago de Guatemala, siège des conquistadors, est déplacé d'Iximché vers la vallée d'Almolonga pour échapper aux affrontements survenus avec les populations cakchiquels locales. Selon certaines sources, cette installation aurait eu lieu le 22 novembre 1527 à un endroit connu sous le nom de Zacualpa (le vieux village).
La ville accueille la première cathédrale du Guatemala avec l'ordination, en 1532, de l’évêque Francisco Marroquín. L'actuel bâtiment de la cathédrale remonterait, quant à lui, au XVIIIe siècle. Le 28 juillet 1532, la couronne espagnole lui attribue son blason. Elle devient ainsi la première capitale du royaume du Guatemala.
La ville a été pratiquement entièrement détruite en 1541 par les torrents de boue meurtriers du volcan de Agua qui ont coûté la vie à Doña Beatriz de la Cueva, épouse du conquistador Pedro de Alvarado, et qui lui succéda au rang de Gouverneur à sa mort, le 4 juillet 1541. C'est à la suite de cette destruction que les survivants ont choisi d'installer leur capitale dans la vallée du Panchoy, donnant naissance à La Antigua Guatemala, qui a été la seconde capitale du Guatemala avant Guatemala Ciudad, capitale actuelle.
Une controverse existe sur l'emplacement exact de cette première cité espagnole que des fouilles récentes auraient situé à environ 2 km de Ciudad Vieja, à San Miguel Escobar.

## Centres d'intérêt
La fête patronale de la ville se déroule les 7 et 8 décembre de chaque année, en l'honneur de Notre-Dame de la Conception, patronne de la ville. Elle est l'occasion de défilés et de danses traditionnelles classiques du Guatemala.
On trouverait encore aujourd'hui sur place, à l'intérieur du bâtiment municipal, les ruines de l'oratoire où se serait réfugiée Doña Beatriz de la Cueva avant d'être emportée par les eaux. Cette hypothèse ne fait pas l'unanimité : l'historien Fernando Urquizú a déclaré qu'il s'agissait d'une légende, faisant référence à la controverse sur l'emplacement exact de Ciudad Vieja à l'époque.